# 川崎町 (宮城縣)
川崎町（日语：／ Kawasaki machi */?）是位於日本宮城縣西南部的町，隸屬於柴田郡。北鄰縣廳所在地仙台市，西部的藏王連峰位於藏王國定公園的範圍內，當地人口則集中在川崎町役場的周圍地區與國道286號沿線。川崎町在江戶時代為羽前街道的宿場町。由於當地距離仙台市相當近，因此近年來在東邊的支倉地區進行團地開發。而當地在對外通勤與就學上也相當依賴仙台市。

## 地理
川崎町境內約80%的面積被森林覆蓋，8%的土地為農業用地。西部的藏王連峰等山岳地帶位於藏王國定公園的範圍內，包含御釜在內的部分高山地區被劃定為特別保護區。東部則為河階地形發達的盆地。名取川的支流太郎川、北川與前川流經町内，並在東邊注入轄區內的釜房湖。

### 氣候
川崎町屬於內陸性氣候，年均溫約11.1℃，年降雨量則約1373毫米。當地冬季的積雪深度為20至70公分，與仙台平原上其他行政區的降雪量相比較多。

## 歷史
明治22年（1889年）當地實施町村制，並設置前川村、今宿村、小野村、川内村、本砂金村合併成川崎村。支倉村與菅生村則合併成富岡村。昭和23年（1948年）川崎村改制成川崎町。昭和30年（1955年）4月20日，川崎町與富岡村的支倉地區合併成現今的川崎町。
2011年3月11日的東日本大震災在川崎町引發震度6強的地震，並造成3人輕傷、14棟房屋半毀和460棟房屋部分損壞。

## 行政
現任町長小山修作於2023年8月在選舉中第4次成功連任，其任期將持續至2027年8月。

## 經濟
根據日本2020年的國勢調查統計，川崎町的就業人口中約9.7%從事第一級產業，32.7%的就業人口從事第二級產業，其餘的57.6%則從事第三級產業。當地的重點產業為以種植稻作為中心的園藝業和畜牧業，其中蕎麥的種植面積在宮城縣內名列前茅，但近年來從事農業的就業人口不斷減少。川崎町也盛行觀光業，境內的國營陸奧森林湖畔公園（陸奧公園）是東北地方唯一的國營公園，每年吸引約80萬名觀光客到訪。

## 教育
川崎町内共有3所小學校與2所中學校。根據2021年5月的統計，境內的小學校共有313名學生，中學校則共有187名學生。

## 交通
國道286號與國道457號以十字狀在川崎町内交會，山形自動車道則以東西向穿越轄區，並在境內設置笹谷交流道與宮城川崎交流道。